# Vaesit
Vaesit ist ein selten vorkommendes Mineral aus der Mineralklasse der „Sulfide und Sulfosalze“ mit der chemischen Zusammensetzung NiS2 und damit chemisch gesehen Nickeldisulfid.
Vaesit kristallisiert im kubischen Kristallsystem und entwickelt oktaedrische oder würfelförmige Kristalle von bis zu einem Zentimeter Größe mit einem metallischen Glanz auf den Oberflächen. Er kommt aber auch in Form derber Mineral-Aggregate vor. Das in jeder Form undurchsichtige (opake) Mineral ist im Allgemeinen von stahlgrauer bis schwarzer Farbe und zeigt unter dem Auflichtmikroskop eine hellgrauviolette Reflexionsfarbe.

## Etymologie und Geschichte
Bereits 1840 soll Ludwig Rudolf von Fellenberg Nickeldisulfid synthetisch aus einer Schmelze aus NiCO3 und K2CO3 hergestellt haben.
Als natürlich entstandenes Mineral wurde die Verbindung aber erst 100 Jahre später im September 1943 in der Kasompi Mine (auch Menda Mine), einer Nickel-Kupfer-Cobalt-Lagerstätte an der gleichnamigen Hügelkette etwa 70 Kilometer westsüdwestlich von Kambove in der ehemaligen belgischen Kolonie Belgisch Kongo (heute Demokratische Republik Kongo) entdeckt. Dessen Entdecker, der belgische Mineraloge Johannes Franciscus Vaes (1902–1978), arbeitete zu dieser Zeit für die Bergbaugesellschaft Union Minière du Haut Katanga und fand das Mineral in einem Bohrkern, der während des Vortriebs der Diamantbohrungen in der Kasompi-Mine gewonnen wurde. Ein weiteres Mineral, das später als Cattierit bezeichnet wird, konnte er in der nahe gelegenen Shinkolobwe Mine entdecken.
Vaes führte unabhängige mineralogische Studien an den beiden neu entdeckten Sulfidmineralen durch und konnte als chemische Zusammensetzung NiS2 für das Mineral aus der Kasompi Mine und CoS2 für das Mineral aus der Shinkolobwe Mine ermitteln. Die vorläufigen Untersuchungsergebnisse ließen Vaes vermuten, dass die Minerale zur Pyritgruppe gehören könnten.
Die beiden Minerale wurden in den Laboren der Columbia University von Paul Francis Kerr untersucht. Er konnte deren Zusammensetzung bestätigen und sie als neue Mineralarten identifizieren. In seiner 1945 publizierten Erstbeschreibung benannte er das Nickeldisulfid zu Ehren seines Entdeckers Vaesit.
Das Typmaterial des Minerals wurde möglicherweise an der Columbia University aufbewahrt und ist jetzt vermutlich im American Museum of Natural History in New York (USA) hinterlegt. Der Aufbewahrungsort wird allerdings nicht vom IMA-Typmineralkatalog bestätigt.

## Klassifikation
Bereits in der veralteten 8. Auflage der Mineralsystematik nach Strunz gehörte der Vaesit zur Mineralklasse der „Sulfide und Sulfosalze“ und dort zur Abteilung der „Sulfide mit M : S < 1 : 1“, wo er zusammen mit Aurostibit, Cattierit, Geversit, Hauerit, Laurit, Michenerit, Penroseit, Pyrit, Sperrylith, Trogtalit und Villamanínit die „Pyrit-Reihe“ mit der System-Nr. II/C.05 bildete.
Im Lapis-Mineralienverzeichnis nach Stefan Weiß, das sich aus Rücksicht auf private Sammler und institutionelle Sammlungen noch nach dieser alten Form der Systematik von Karl Hugo Strunz richtet, erhielt das Mineral die System- und Mineral-Nr. II/D.17-50. In der „Lapis-Systematik“ entspricht dies ebenfalls der Abteilung „Sulfide mit Metall : S,Se,Te < 1 : 1“, wo Vaesit zusammen mit Aurostibit, Cattierit, Changchengit, Dzharkenit, Erlichmanit, Fukuchilit, Geversit, Hauerit, Insizwait, Kruťait, Laurit, Maslovit, Mayingit, Michenerit, Padmait, Penroseit, Pyrit, Sperrylith, Trogtalit, Testibiopalladit und Villamanínit die „Pyrit-Gruppe“ bildet (Stand 2018).
Die seit 2001 gültige und von der International Mineralogical Association (IMA) bis 2009 aktualisierte 9. Auflage der Strunz’schen Mineralsystematik ordnet den Vaesit in die allgemeinere Abteilung der „Metallsulfide mit M : S ≤ 1 : 2“ ein. Diese ist allerdings weiter unterteilt nach dem genauen Stoffmengenverhältnis und den in der Verbindung vorherrschenden Metallen, so dass das Mineral entsprechend seiner Zusammensetzung in der Unterabteilung „M : S = 1 : 2, mit Fe, Co, Ni, PGE usw.“ zu finden ist, wo es zusammen mit Aurostibit, Cattierit, Dzharkenit, Erlichmanit, Fukuchilit, Gaotaiit, Geversit, Hauerit, Insizwait, Iridisit, Kruťait, Laurit, Penroseit, Pyrit, Sperrylith, Trogtalit und Villamanínit die „Pyritgruppe“ mit der System-Nr. 2.EB.05a bildet.
Auch die vorwiegend im englischen Sprachraum gebräuchliche Systematik der Minerale nach Dana ordnet den Vaesit in die Klasse der „Sulfide und Sulfosalze“ und dort in die Abteilung der „Sulfidminerale“ ein. Hier ist er ebenfalls in der „Pyritgruppe (Isometrisch: Pa3)“ mit der System-Nr. 02.12.01 innerhalb der Unterabteilung „Sulfide – einschließlich Seleniden und Telluriden – mit der Zusammensetzung AmBnXp, mit (m+n) : p = 1 : 2“ zu finden.

## Chemismus
Der idealisierten (theoretischen) Zusammensetzung von Vaesit (NiS2) zufolge besteht das Mineral aus 47,78 % Nickel (Ni) und 52,22 % Schwefel (S).
Bei natürlichen Vaesiten kann aber durch Mischkristallbildung mit dem Cobaltdisulfid Cattierit immer ein geringer Teil des Nickels durch Cobalt ersetzt (substituiert) sein. Zudem konnten bei der Mikrosondenanalyse am Typmaterial aus der Kasompi Mine sowie bei Proben aus Kalgoorlie in Australien geringe Beimengungen an Eisen (Fe) zwischen 2,2 und 2,6 % ermittelt werden.

## Kristallstruktur
Vaesit kristallisiert kubisch in der Pyritstruktur in der Raumgruppe Pa3 (Raumgruppen-Nr. 205) mit dem Gitterparameter a = 5,69 Å sowie 4 Formeleinheiten pro Elementarzelle.

## Modifikationen und Varietäten
Bei der bisher einzigen bekannten Varietät von Vaesit, die auch als Selenio-Vaesit oder Selenvaesit bezeichnet wird, ersetzt Selen einen Teil des Schwefels. Selenvaesit entspricht daher der Mischformel Ni(S,Se)2.

## Bildung und Fundorte
Vaesit bildet sich durch Verwitterung aus beziehungsweise als Umwandlungsprodukt von arsenuntersättigtem Nickelskutterudit (Chloanthit). An seiner Typlokalität, der Kasompi Mine in der Demokratischen Republik Kongo, fand er sich eingesprengt in Dolomit. Als Begleitminerale traten neben Nickelskutterudit unter anderem noch Polydymit, Pyrit und Uraninit auf.
Als seltene Mineralbildung ist Vaesit bisher nur von wenigen Fundorten bekannt, wobei bisher etwas mehr als 100 Fundorte dokumentiert sind. Außer seiner Typlokalität Kasompi Mine sowie der Shinkolobwe Mine, die beide in der Provinz Haut-Katanga liegen, ist allerdings bisher kein weiterer Fundort in der Demokratischen Republik Kongo bekannt.
In Deutschland trat das Mineral bisher unter anderem in den Gruben Clara bei Oberwolfach und Marie in der Kohlbach bei Hohensachsen in Baden-Württemberg, im ehemaligen Blei-, Silber- und Fluorit-Bergwerk Fürstenzeche bei Lam in Bayern, in der Grube Wolfsberg bei Iba sowie der Grube Schnepfenbusch bei Bauhaus, der nahe gelegenen Grube Münden und dem ehemaligen Cobalt- und Baryt-Bergewerk Wechselschacht bei Süß (Nentershausen) im Richelsdorfer Gebirge von Hessen, im Steinbruch Calcit bei Holzen, den Gruben Schöne Aussicht bei Burbach und Stahlberg bei Müsen, den Erzgruben Breinigerberg, Diepenlinchen und Zufriedenheit sowie im Abbaugebiet Mechernicher Bleiberg in Nordrhein-Westfalen, der Grube Fischbacher Werk bei Niederfischbach in Rheinland-Pfalz, in einer devonischen Antimonvererzung bei Dietersdorf (Südharz) in Sachsen-Anhalt, auf der Halde des Schachtes Vater Abraham (Schacht 139) bei Lauta (Marienberg) sowie im Bergbaurevier Schlema-Alberoda-Hartenstein, bei Schneeberg im sächsischen Erzgebirgskreis und im ehemaligen Uran-Bergwerk Schmirchau in der gleichnamigen Ortschaft in Thüringen.
In Österreich fand sich Vaesit bisher an der Nordflanke des Brennkogel sowie im Erasmusstollen des Bergbaureviers Leogang-Schwarzleo im Salzburger Bezirk Zell am See, in Gesteinsproben aus dem Galgenbergtunnel bei Sankt Michael in Obersteiermark sowie im Gertraudstollen am Großkogel nahe St. Gertraudi in Tirol.
Weitere Fundorte liegen unter anderem in Argentinien, Aserbaidschan, Australien, Bolivien, Brasilien, Bulgarien, China, Finnland, Frankreich, Griechenland, Indien, Italien, Japan, Kanada, Marokko, Nordmazedonien, Norwegen, Polen, Rumänien, Russland, Sambia, Saudi-Arabien, Simbabwe, der Slowakei, Spanien, Tschechien, Ungarn, im Vereinigten Königreich (England, Schottland) und den Vereinigten Staaten von Amerika (Arizona, Illinois, Kalifornien, Maine, Missouri).